# On (運動鞋)
On是源自於瑞士的運動鞋和體育用品品牌，由三項鐵人奧利維爾·伯恩哈德（Olivier Bernhard）夥同兩位朋友於2010年創立。它在瑞士的運動鞋市場佔有率達40%（2019年），在全球55個國家擁有6000多個零售點。美國是其最大的市場，其銷量佔當地運動鞋銷售的6.6%.。

## 外部連結
- 官方网站
- - On Holding AG的商業數據：Google Finance
  - Yahoo! Finance
  - Reuters
  - SEC filings
  - Bloomberg